# Jean Sasson
Jean P. Sasson là nhà văn và nhà báo (New York Times) Mỹ.

## Tiểu sử
Bà sinh tại thành phố nhỏ Troy, tiểu bang Alabama, Mỹ. Từ khi còn bé, bà bị mê hoặc bởi những câu chuyện về những đất nước và nền văn hóa khác nhau. Năm 1978, bà sang Ả Rập Xê-út để làm điều phối viên nhà nước tại Bệnh viện Nhà vua Faisal và Trung tâm nghiên cứu tại Riyadh. Bà sinh sống và làm việc tại đây 12 năm, từ năm 1978 đến 1991. Từ đó, bà đã đi thăm 59 nước trên thế giới. Hiện giờ, bà đang sinh sống tại tiểu bang Atlanta, Mỹ.

## Những tác phẩm
Cuốn sách đầu tiên của bà, Sự hâm hiếp tại Kuwait, được xuất bản năm 1992. Jean Sasson phần lớn viết những câu truyện thật về những vấn đề liên quan đến phụ nữ, mặc dù cuốn sách Đứa con của Ester là chuyện lịch sử về người thật. Những cuốn sách của bà được xuất bản hơn 60 lần, bằng hơn 30 ngôn ngữ. Bà là người theo chủ nghĩa nhân đạo nổi tiếng và khi không nghiên cứu hay viết sách, bà dùng thì giờ vào những vấn đề nhân đạo khác nhau. Những vấn đề mà bà quan tâm đến nhiều nhất là vấn đề về phụ nữ và quyền lợi động vật.

### Danh sách
- Sự hâm hiếp tại Kuwait
- Công chúa: Câu chuyện thật phía sau mạng che mặt tại Ả Rập Xê-út
- Công chúa Xuntana Và Các Con Gái, biên dịch: Mai Quảng và Minh Anh
- Công chúa Xuntana và những người thân
- Đứa con của Ester
- Mayada: Đứa con Iraq
- Jawan: Người đàn bà Kurdistan, sẽ được xuất bản năm 2007